# Il tè nel deserto (romanzo)
Il tè nel deserto è un romanzo del 1949 dello scrittore e compositore statunitense Paul Bowles. La rivista Time lo ha inserito tra i cento migliori romanzi in inglese del periodo tra il 1923 e il 2005.
La frase che dà il titolo originale al libro: The Sheltering Sky ("Il cielo protettivo") è questa:
(Bowles, p. 93)

## Trama
Tre americani giungono a Tangeri nel 1947. Port Moresby e sua moglie Kit sono accompagnati dal loro amico George Tunner in un viaggio che li porterà in profondità nel deserto del Sahara. Tunner osserva: "Probabilmente siamo i primi turisti che sbarcano qui dopo la guerra", e Kit risponde: "Noi non siamo turisti. Siamo viaggiatori." Mentre Tunner pensa di tornare a casa in un paio di settimane, Port e Kit hanno progettato di fermarsi un anno o due.
I tre organizzano un viaggio verso l'interno, cui si uniscono anche Mrs. Lyle, scrittrice di viaggi e suo figlio Eric. C'è una certa competizione tra Tunner e Port, che è geloso, anche se per primo tradisce la moglie con una prostituta araba. Port contrae il tifo e muore nel forte della legione straniera francese, lasciando Kit sola nel Sahara profondo. Kit vaga nel deserto fino a quando viene salvata da una carovana guidata da Belqassim un giovane nomade arabo. La carovana arriva a casa di Belqassim, che prende Kit come amante e la rinchiude in una gabbia sul tetto della capanna. Kit è presto scoperta dalle mogli di Belqassim, che la costringono a fuggire. Trova il modo di raggiungere un'ambasciata americana dove i funzionari la fanno trasferire a Tangeri. Anche Tunner è tornato a Tangeri per cercarla. Kit viene portata in hotel, ma quando le viene detto che Tunner la sta cercando, fugge dall'auto e scompare.
Nell'ultima scena del film omonimo diretto da Bernardo Bertolucci nel 1990, l'autore Paul Bowles, nella penombra della sala da tè di un albergo coloniale, pronuncia la celebre frase, tratta dal romanzo: - "Non sappiamo quando moriremo e quindi pensiamo alla vita come a un pozzo inesauribile. Eppure tutto accade solo un certo numero di volte. Quante volte ricorderemo un certo pomeriggio della nostra infanzia, un pomeriggio che è così profondamente parte di noi che non potremmo nemmeno concepire la nostra vita senza? Forse quattro o cinque volte, forse nemmeno. Quante volte guarderemo sorgere la luna piena? Forse venti. Eppure tutto sembra senza limiti".

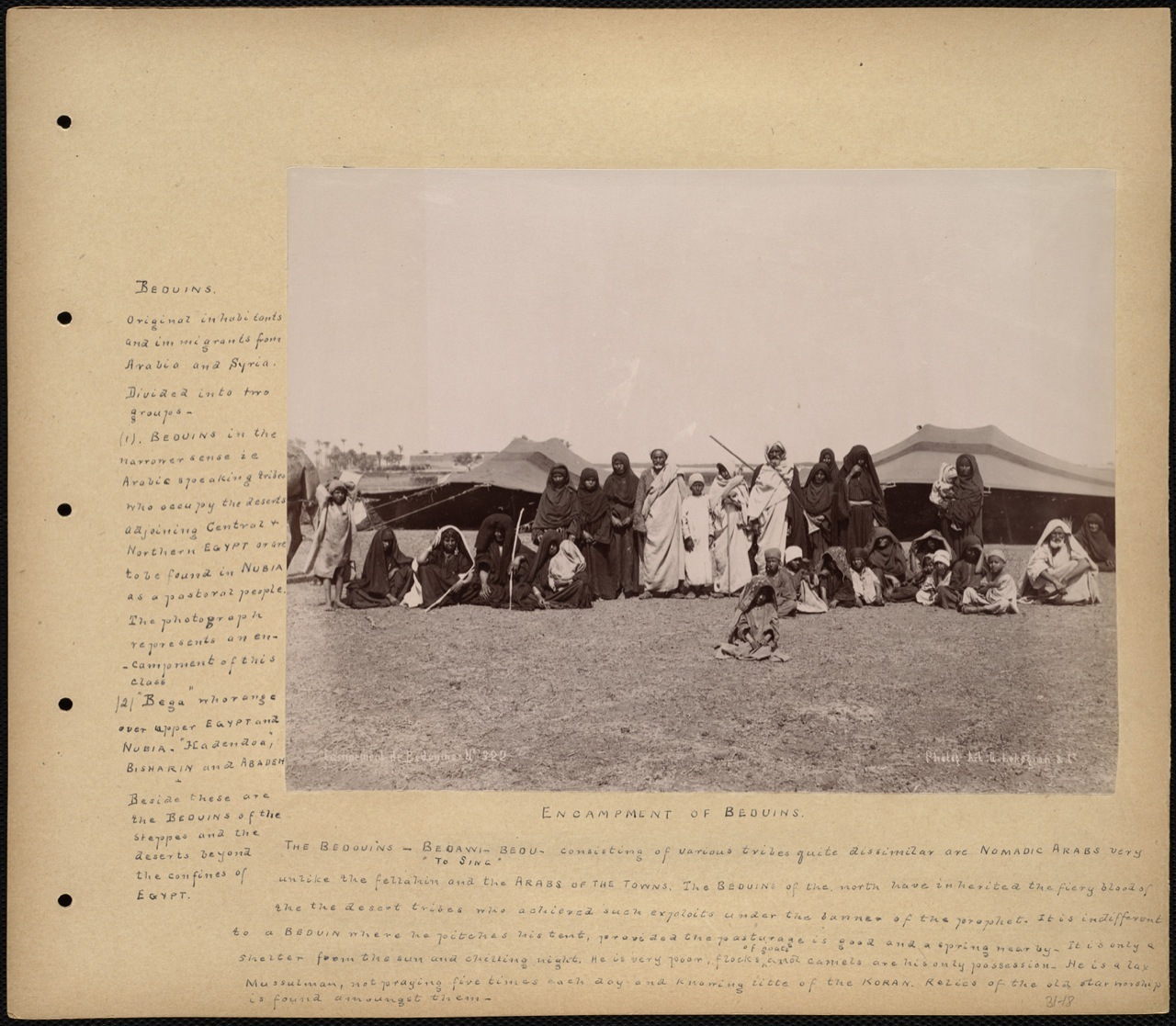
Accampamenti berberi nel deserto, William Vaughn Tupper, Scrapbook Collection

## Il fatalismo del Vero Credente
I personaggi di Bowles spesso esibiscono una violenza disinvolta e la più totale indulgenza verso la droga. Ma vi è una forza più sottile che divide il mondo islamico da quello anglosassone: la concezione islamica del destino, come viene descritta da Bowles, non prevede il libero arbitrio nelle scelte di vita dei protagonisti di fede musulmana. Bowles, come molti non-musulmani in Occidente (tra cui parecchi eruditi) percepisce l'essenza della vita delle popolazioni mediorientali, come fortemente condizionata dal fatalismo religioso, nella sua accezione peggiorativa. Questo porta a supporre che il Vero Credente sia completamente privo del libero arbitrio e quindi incapace di cambiare ciò che Dio ha stabilito per lui. "A che serve fare piani se Dio ha già stabilito il contrario? Nessun musulmano dovrebbe cercare di forzare la mano di Allah. Si tratta di un rifiuto di credere che un'azione comporti un risultato. Per il credente tutto è stato già predeterminato dall'inizio dei tempi. Quando il destino inesorabile è stato disposto, la vita non è altro che un disperato gioco, giocato contro tutte le probabilità".
Tuttavia, nell'Islam, è intrinsecamente condivisa l'idea che la propria fede nella misericordia di Allah il compassionevole possa portare alla salvezza, attraverso lo sforzo di comportarsi correttamente. Anche se il credente musulmano non può conoscere il volere di Allah, c'è il mistero e la promessa divina, che consentono all'uomo di agire sul proprio destino. La responsabilità personale per tutti gli atti individuali, sarà ripagata comunque nel giorno del giudizio.
L'opinione prevalente era che i cristiani fossero stati messi sulla terra per essere sfruttati. Michelle Green afferma che "in un'epoca in cui almeno il 90 per cento di tutti i nativi del Marocco era analfabeta, e il meglio che molti giovani potevano sperare era un lavoro da spazzino, per i ragazzi musulmani, poveri, non c'era nulla di male a prestarsi a fare la consorte di uno straniero benestante".
Come sembrava lecito far pagare un extra agli stranieri, per ogni tazza di tè, così non era disdicevole sfruttarli sessualmente, facendo loro da compagni. In questo senso la vicenda di Kit si legge abbastanza in filigrana come una delle tante avventure autobiografiche, vere o soltanto sognate, nelle lunghe veglie del kif. Dall'autobiografia di Bowles e dalle poche biografie disponibili, è facile capire verso quali piaceri si orientava lo scrittore: era attratto fisicamente dai ragazzi marocchini e, con almeno uno di questi, Ahmed Yacoubi, dichiaratamente musulmano, aveva passato lunghi periodi. La facilità con cui questi ragazzi si prestavano ad avere rapporti omosessuali con uno straniero, accettandone i soldi e le abitudini piuttosto permissive in materia di alcool e fumo - mantenendo però intatta la propria professione di fede di musulmani osservanti - oltre che nella giustificazione basata sul censo, si può trovare anche nella cultura locale, che non aveva mai completamente emarginato la promiscuità maschile.

## Gli espatriati e i loro pregiudizi
"Per le destre, l'Islam rappresenta la barbarie. Per le sinistre, teocrazia medievale. Per il centro, una sorta di esotismo sgradevole. In tutti i campi, tuttavia, si è d'accordo sul fatto che, anche se conosciamo poco il mondo islamico, comunque non c'è molto di interessante da scoprire". La comunità degli espatriati occidentali che si muoveva tra Tangeri e Casablanca - come Truman Capote, Tennessee Williams, Gore Vidal, Brion Gysin e molti protagonisti della Beat Generation come Allen Ginsberg, William S. Burroughs, Gregory Corso, Jack Kerouac, Peter Orlovsky, di cui Bowles e la moglie diventano punti di riferimento - non aveva una visione profonda dei valori dell'islam. Preferivano circondarsi dei più condiscendenti e disponibili giovani uomini, con cui condividere costosi piaceri mondani, piuttosto che frequentare Imam e moschee.
La caratteristica più saliente nella visione dell'Islam di Paul Bowles è la sua tendenza a soffermarsi su ciò che egli percepisce come la violenta, crudele natura dell'ambiente arabo del Nord Africa. Anche se indubbiamente il Marocco dei romanzi di Bowles era una terra piagata da frequenti atti di violenza - generati perlopiù da ignoranza e povertà eccessive - non è infrequente l'uso che Bowles fa di caratteri di sempliciotti, che giustificano le proprie azioni insensate o financo criminali, con motivazioni riferite alla fede e alle credenze religiose locali.
"Se era veramente convinto di voler spiegare il mondo arabo agli occidentali, come il personaggio di Stenham nel suo romanzo "La Casa del ragno", in cui afferma che i musulmani "incarnano il mistero dell'uomo in pace con se stesso," in sedici anni di permanenza in quel mondo, avrebbe potuto creare una visione più positiva e duratura dell'essenza dell'Islam".

## Adattamenti cinematografici
Il romanzo è stato adattato per il cinema da Bernardo Bertolucci nel 1990 con lo stesso titolo. Nel film Kit è Debra Winger, John Malkovich è Port e Campbell Scott è George.Le riprese sono state effettuate in Marocco, Algeria e Niger. Nonostante ne abbia preso parte, Bowles ripudiò il film in un'introduzione ad un'edizione successiva del romanzo: "Bernardo Bertolucci, la cui disastrosa idea fu di adattare questo libro recalcitrante in un film, vide una grande occasione per fare pubblicità. Debra Winger venne fatta assomigliare il più possibile a Jane, mia moglie. Il fatto che all'epoca io avessi ottant'anni non sembrò importargli. Va da sè che il film stesso non rientrava in questa campagna di pubblicizzazione della nostra vita privata. Aveva solo a che fare con la pubblicità. Ma meno si parla della pellicola meglio è".

## Edizioni
- Paul Bowles, Il tè nel deserto, traduzione di Hilia Brinis, Feltrinelli, 2008, ISBN 978-88-07-81878-3.